# Hana jori mo naho
A Hana jori mo naho (japán írással 花よりもなほ) egy 2006-ban bemutatott japán film Koreeda Hirokazu rendezésében. Egy 18. századi, edói szegénynegyed lakóinak életét mutatja be, köztük egy szamurájét, akinek meg kellene bosszulnia apja halálát. A hagyományos szamurájfilmekkel ellentétben azonban nem a csatajelenetek és a hősies viselkedés a film fő témái, ehelyett egy olyan közösséget mutat be, ahol már értelmét kezdi veszíteni a szamurájok régi korban megszokott tudása.

## Cselekmény
|  | Alább a cselekmény részletei következnek! |

A történet 1702-ben játszódik Edo egyik szegénynegyedében, ahova megérkezik egy Szózaemon (Szóza) nevű szamuráj, akinek célja, hogy vérbosszút álljon apja haláláért. Hogy megélhetését biztosítsa, írni és olvasni tanítja a helyi gyerekeket (és a felnőttek közül is azokat, akik hajlandók rá). Szóza eleinte nem találja, akit meg kellene ölnie, ráadásul ő maga sem túl ügyes kardforgató. Mindez egy olyan korban történik, amikor a szamurájok világa már leáldozóban van, ezért sokan gúnyolják őt.
Egy idő után kiderül, hogy ki volt apja gyilkosa: egy helybeli férfi, akinek fiatal felesége és gyermeke van. Szóza nem tudja rászánni magát, hogy megölje. Egy éjszaka egy bambuszerdőben találkoznak, ám ekkor sem használja ki az alkalmat, ehelyett megkéri, hogy írassa be hozzá a fiát, hogy megtaníthassa írni-olvasni. A háttérben Szóza klánja azonban várja a bosszút, ezért végül a körülötte lakókkal együtt, akikkel egészen összebarátkozott, azt a tervet hajtják végre, hogy magukat vérrel összekenve és egyik társukat halottnak álcázva eljátsszák, hogy Szóza megölte ellenségét.
A fő történet mellett fontos szerepet játszanak a filmben az apró jelenetek a helyiek mindennapi életéből és a köztük zajló, olykor humoros beszélgetések is.
|  | Itt a vége a cselekmény részletezésének! |

## Szereplők
- Okada Dzsunicsi ... Aoki Szózaemon, a szamuráj
- Mijazava Rie ... Oszae
- Furuta Arata ... Szadasiró
- Kagava Terujuki ... Hirano Dzsirózaemon
- Tabata Tomoko ... Onobu

## Díjak és jelölések
| 2007 | Ázsiai filmdíj                           | Legjobb színésznő    | Mijazava Rie     | Jelölés  |
| 2006 | Nikkan Sports filmdíj                    | Júdzsiró Isihara-díj | Okada Dzsunicsi  | Elnyerte |
| 2006 | San Sebastián-i nemzetközi filmfesztivál | Arany kagylóhéj      | Koreeda Hirokazu | Jelölés  |